# 緑青黒羽
緑青 黒羽（ろくしょう こくう）は、日本の漫画家、イラストレーター。男性。

## 作品リスト

### 漫画作品

#### 連載
- お兄ちゃんだけど愛さえあれば関係ないよねっ（原作：鈴木大輔、キャラクターデザイン：閏月戈、『月刊コミックアライブ』2011年12月号[2] - 2015年7月号）
- Tokyo 7th シスターズ ナナシス☆ダイアリー（原作・監修：Donuts/茂木伸太郎、『まんが4コマぱれっと』2015年12月号 - 2017年4月号）
- 異世界出版の編集さん（『月刊ドラゴンエイジ』2019年2月号[3] - 2020年6月号）
- センパイ！オフィスラブしましょ♪（『月刊コミック電撃大王』2019年7月号[4] - 2020年11月号）
- 急に姉ができまして！（『月刊ドラゴンエイジ』2021年11月号[5] - 2023年7月号[6]）
- 10年ぶりに再会したクソガキは清純美少女JKに成長していた（原作：館西夕木、キャラクター原案：ひげ猫、『コミックガルド』2024年12月20日[7] - ）

#### 読み切り
- 天使が笑顔になれるなら（原作：平坂読、『僕は友達が少ない 公式アンソロジーコミック』2011年） - 『僕は友達が少ない』のアンソロジー寄稿作品。
- 『世界征服〜謀略のズヴィズダー〜』のアンソロジー寄稿作品（『世界征服〜謀略のズヴィズダー〜 コミックアンソロジー』2巻、2014年[8]）
- いもうとちぇんじ（『妹たるもの 〜えっちぃ妹はスキですか？〜』2018年） - アンソロジー寄稿作品。
- なうおんせーる（『アズールレーン コミックアンソロジー』2巻、2018年） - 『アズールレーン』のアンソロジー寄稿作品。

### イラスト
- がっこうぐらし！アンソロジーコミック 穏（アンソロジーコミック、2015年[9]）イラスト[9]
- ペルソナ5 キャラクターアンソロジー（アンソロジー、2017年[10]）イラスト
- ドラマCD「デンキ街の本屋さんドラマCD 〜うまのほねの人々〜」（ドラマCD、2013年[11]）収録応援イラスト

### 書籍
- 『お兄ちゃんだけど愛さえあれば関係ないよねっ』、原作：鈴木大輔、キャラクターデザイン：閏月戈、KADOKAWA（旧メディアファクトリー）〈MFコミックス アライブシリーズ〉2012年 - 2015年、全7巻
- 『Tokyo 7th シスターズ ナナシス☆ダイアリー』、原作・監修：Donuts/茂木伸太郎、一迅社〈IDコミックス〉2017年、全1巻
- 『異世界出版の編集さん』、KADOKAWA〈ドラゴンコミックスエイジ〉2019年 - 2020年、全2巻
- 『センパイ！オフィスラブしましょ♪』、KADOKAWA〈電撃コミックスNEXT〉2020年、全2巻
- 『急に姉ができまして！』、KADOKAWA〈ドラゴンコミックスエイジ〉2022年 - 2023年、全3巻
- 『10年ぶりに再会したクソガキは清純美少女JKに成長していた』、原作：館西夕木、キャラクター原案：ひげ猫、オーバーラップ〈ガルドコミックス〉2025年 - 、既刊1巻（2025年4月25日現在）

### その他
- トロピカルKISS（ゲーム）MAP用キャラクターデザイン
- 千年戦争アイギス（ゲーム）キャラクターデザイン
- アートワール 魔法学園の乙女たち（ゲーム）キャラクターデザイン